# Mistrzostwa Świata FIBT 1982
Mistrzostwa Świata FIBT 1982 odbyły się w dniu 18 lutego 1982 w szwajcarskiej miejscowości Sankt Moritz, gdzie rozegrano konkurencję męskich dwójek i czwórek bobslejowych. Podczas mistrzostw rozegrano również jedną konkurencję skeletonową.

## Skeleton
- Data: 18 lutego 1982

| Miejsce | Państwo    | Zawodnik      | Czas |
| ------- | ---------- | ------------- | ---- |
| 1       | Austria    | Gert Elsässer | -    |
| 2       | Szwajcaria | Nico Baracchi | -    |
| 3       | Szwajcaria | Alain Wicki   | -    |

## Bobsleje

### Dwójki
- Data: 18 lutego 1982

| Miejsce | Państwo    | Zawodnik                       | Czas |
| ------- | ---------- | ------------------------------ | ---- |
| 1       | Szwajcaria | Erich Schärer Max Rüegg        | -    |
| 2       | Szwajcaria | Hans Hiltebrand Ulrich Bächli  | -    |
| 3       | NRD        | Horst Schönau Andreas Kirchner | -    |

### Czwórki
- Data: 18 lutego 1982

| Miejsce | Państwo    | Zawodnik                                                      | Czas |
| ------- | ---------- | ------------------------------------------------------------- | ---- |
| 1       | Szwajcaria | Silvio Giobellina Heinz Stettler Urs Salzmann Rico Freiermuth | -    |
| 2       | NRD        | Bernhard Lehmann Roland Wetzig Bogdan Musiol Eberhard Weise   | -    |
| 3       | Szwajcaria | Erich Schärer Franz Isenegger Tony Rüegg Max Rüegg            | -    |

## Tabela medalowa
| Miejsce | Państwo    |   |   |   | Razem |
| ------- | ---------- | - | - | - | ----- |
| 1.      | Szwajcaria | 2 | 2 | 2 | 6     |
| 2.      | Austria    | 1 | 0 | 0 | 1     |
| 3.      | NRD        | 0 | 1 | 1 | 2     |